# Saint-Bonnet-de-Salendrinque
Saint-Bonnet-de-Salendrinque is een gemeente in het Franse departement Gard (regio Occitanie) en telt 90 inwoners (2009). De plaats maakt deel uit van het arrondissement Le Vigan.

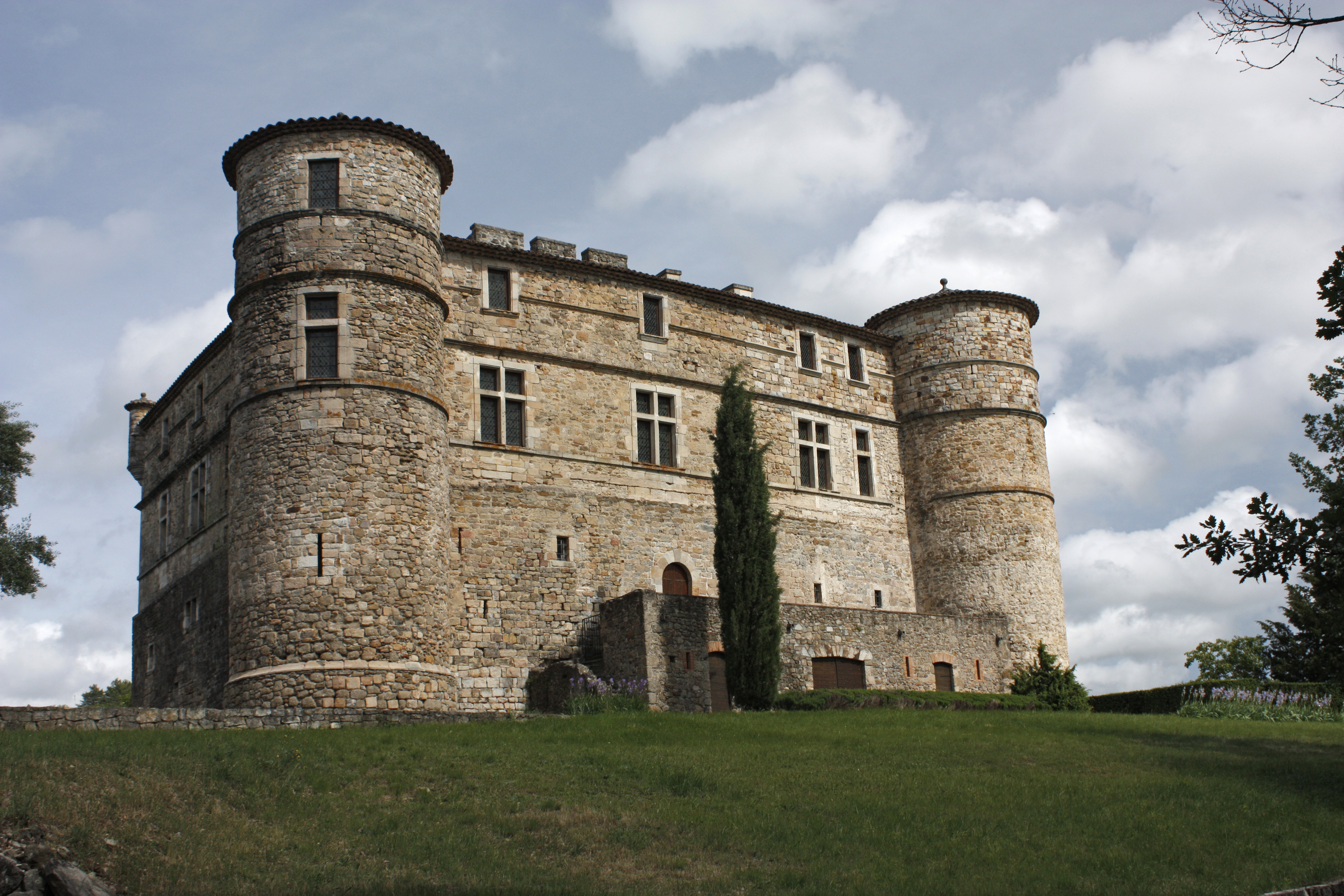
Kasteel van Saint-Bonnet-de-Salendrinque

## Geografie
De oppervlakte van Saint-Bonnet-de-Salendrinque bedraagt 3,6 km², de bevolkingsdichtheid is dus 25 inwoners per km².
De onderstaande kaart toont de ligging van Saint-Bonnet-de-Salendrinque met de belangrijkste infrastructuur en aangrenzende gemeenten.

## Demografie
Onderstaande figuur toont het verloop van het inwonertal (bron: INSEE-tellingen).
1. ↑  Populations de référence 2022.